# Chen Wangting

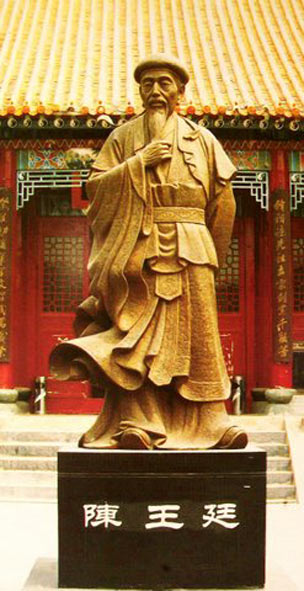
Statue von Chen Wangting

Chen Wangting (chinesisch 陳王廷 / 陈王廷, Pinyin Chén Wángtíng, W.-G. Ch’en Wang-t’ing; * 1597; † 1664) war der Begründer des Chen-Stils der inneren Kampfkunst Taijiquan. Ob er damit, wie von den Quellenforschern Gu Liuxin und Tang Hao nachgewiesen, der Begründer des Taijiquan an sich ist, wird nach wie vor von einigen Seiten angezweifelt.
Chen Wangting war ein hochangesehener General unter der Ming-Dynastie. Als diese 1644 gestürzt wurde, war er gewissermaßen arbeitslos und zog sich wieder in sein Dorf zurück. Durch den Verlust seiner Ehrungen und seines Status erkannte er die Wertlosigkeit weltlichen Ruhms und wandte sich der daoistischen Philosophie zu. So praktizierte er die Daoyin- und Tuna-Übungen und beschäftigte sich mit einem Klassiker der Alchemie, dem Huang Ting Jing. Diese Erkenntnisse kombinierte er mit den Kampfkünsten seiner Zeit, die er so viele Jahre auf dem Schlachtfeld erprobt hatte. Wahrscheinlich begründete er sie maßgeblich auf Qi Jiguangs 32 Formen des Boxens aus dem 16. Jahrhundert.
Angeblich bekämpfte er seine Depressionen durch das Kreieren neuer Boxformen. Er schuf insbesondere sieben Formen, die fortan unter dem Namen Taijiquan in der Familie weitergegeben wurden, darunter eine Form „Langboxen“ aus 108 Figuren und eine Form Paochui „Kanonenfaust“. Weiterhin entwickelte er die Übungen der „Schiebenden Hände“, das Tuishou, sowie die der „Klebenden Speere“.